# Roquebrune-Cap-Martin

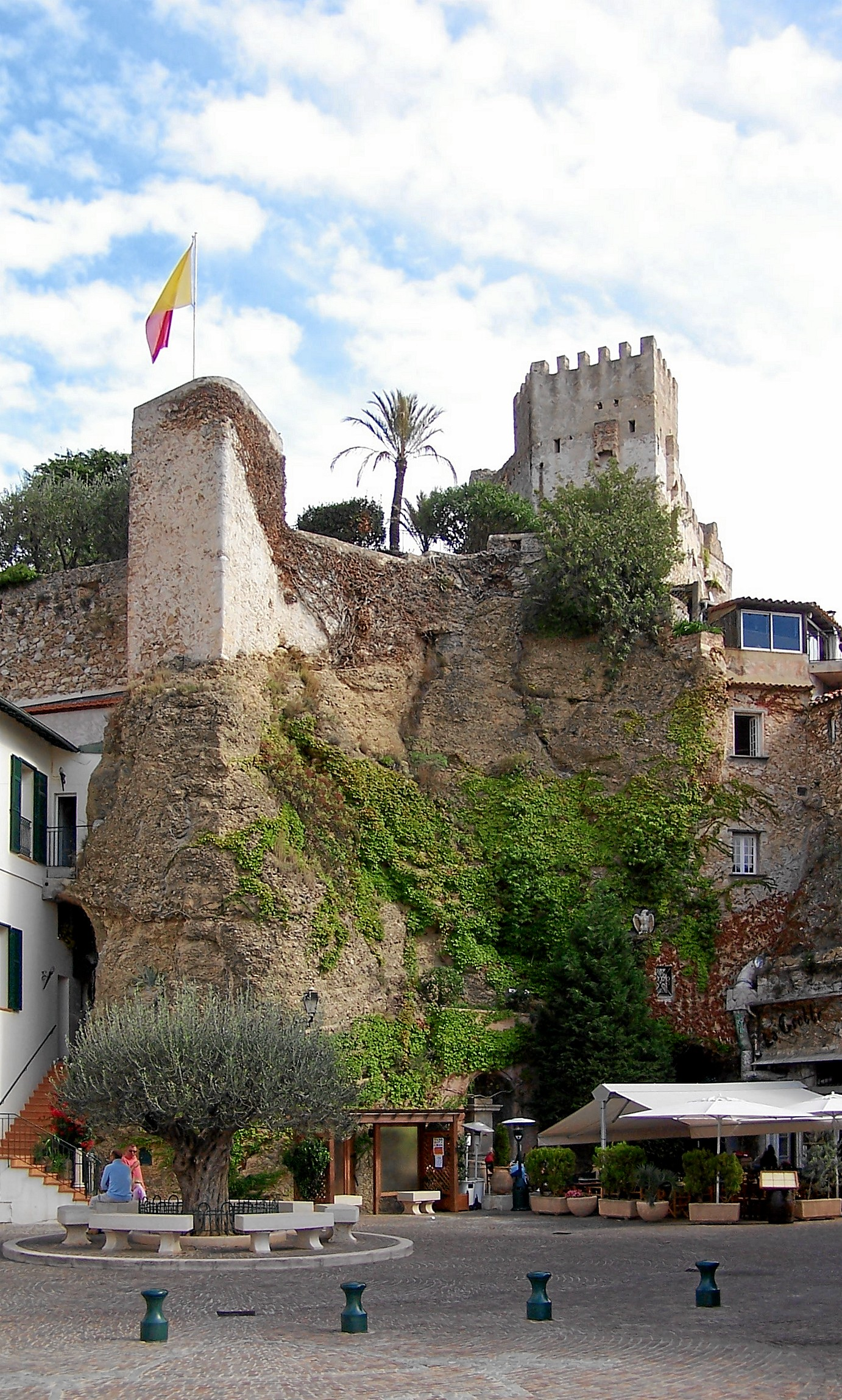
Widok na średniowieczny zamek

Roquebrune-Cap-Martin – miejscowość i gmina we Francji, w regionie Prowansja-Alpy-Lazurowe Wybrzeże, w departamencie Alpy Nadmorskie.
Według danych na rok 2015 gminę zamieszkiwało 12 679 osób, a gęstość zaludnienia wynosiła 1359 osób/km² (wśród 963 gmin regionu Prowansja-Alpy-W. Lazurowe Roquebrune-Cap-Martin plasuje się na 51. miejscu pod względem liczby ludności, natomiast pod względem powierzchni na miejscu 714.).

## Topografia
Roquebrune-Cap-Martin składa się z kilku miasteczek: St.Roman, które jest przedmieściem Monako, dzielnic mieszkalnych Cabbé, Bon Voyage i Serret, Roquebrune ze wzniesionym zamkiem, elegancki półwysep Cap Martin i nowoczesny nadmorski kurort Carnolès z długą żwirową plażą graniczącą z Mentoną.
Cały obszar jest chętnie odwiedzany przez turystów, głównie od kwietnia do października.

## Zabytki
- średniowieczny zamek.

## Sport
W Roquebrune-Cap-Martin znajduje się kompleks kortów tenisowych Monte Carlo Country Club, w którym odbywa się coroczny turniej Monte-Carlo Rolex Masters.

## Współpraca
Miejscowości partnerskie:
- Profondeville, Belgia
- Vejle, Dania

## Ludzie związani z Roquebrune-Cap-Martin
- Le Corbusier – francuski architekt, urbanista, malarz i rzeźbiarz;
- Gilles Panizzi – francuski kierowca rajdowy;
- Romain Gary – francuski pisarz, scenarzysta i reżyser filmowy, dyplomata;
- Aleksander Romanow – wielki książę Imperium Rosyjskiego;